# Valéria Kumizaki
Valéria Kumizaki est une karatéka brésilienne née le 15 avril 1985 à Presidente Prudente. Elle a remporté la médaille d'or en kumite moins de 55 kg aux championnats panaméricains de karaté 2010 à Quito et 2011 à Guadalajara ainsi qu'aux Jeux panaméricains de 2015 à Toronto.